# Valtter Virtanen
Valtter Virtanen (* 4. Juni 1987 in Kerava) ist ein finnischer Eiskunstläufer, der im Einzellauf startet. Er ist finnischer Meister der Jahre 2005 (Junioren), 2013, 2015, 2016, 2017, 2018 und 2022.

## Biografie
Valtter Virtanen begann im Alter von 5 Jahren mit dem Eiskunstlaufen; auch seine ältere Schwester übte den Sport bereits aus. Außerdem spielte er als Kind Tennis und Fußball und war im Langlauf und der Leichtathletik aktiv.
Sein erster Wettbewerb auf nationaler Ebene waren die finnischen Meisterschaften 2003, wo er unter den Junioren den zweiten Platz erringen konnte. Auf internationaler Ebene folgten 2004 die 2004 Nordic Figure Skating Championships und die Juniorenweltmeisterschaft, die er auf Platz 3 bzw. 30 beendete. Im Jahr 2006 wechselte er von den Junioren zu den Senioren.
Parallel zum Leistungssport widmete er sich seinem Medizinstudium, welches er in siebeneinhalb Jahren mit dem Ph.D. abschloss. Mehrere Jahre davon absolvierte er als Erasmus-Student in München mit Praktika in Oberstdorf, wo er auch trainierte. Nach seinem Abschluss als Allgemeinmediziner arbeitete er in Kliniken in Oberstdorf und Jyväskylä.
Virtanen ist seit 2006 mit der ehemaligen deutschen Eiskunstläuferin Alina Meyer verheiratet, die inzwischen zu seinen Trainern zählt. Er trainiert in Finnland  und Oberstdorf. Zusätzlich arbeitet er in der Klinik in Jyväskylä.

## Wettbewerbe
Letzte Überarbeitung: 21. Januar 2022

### Junioren
| Meisterschaft / Jahr                  | 2003 | 2004 | 2005 | 2006 |
| ------------------------------------- | ---- | ---- | ---- | ---- |
| Juniorenweltmeisterschaften           |      | 30.  | 20.  | 29.  |
| Finnische Meisterschaften             | 2.   | 2.   | 1.   |      |
|                                       |      |      |      |      |
| Junioren-Grand-Prix-Wettbewerb / Jahr | 2003 | 2004 | 2005 | 2006 |
| JGP Budapest                          |      | 14.  |      |      |
| JGP-Pokal der Blauen Schwerter        |      | 14.  |      |      |
| JGP Sofia Cup                         |      |      | 15.  |      |
| JGP Baltic Cup                        |      |      | 16.  |      |

JGP = Junioren-Grand-Prix-Wettbewerb

### Senioren
| Meisterschaft / Jahr                  | 2006 | 2007 | 2008 | 2009 | 2010 | 2011 | 2012 | 2013 | 2014 | 2015 | 2016 | 2017 | 2018 | 2019 | 2020 | 2021 | 2022 | 2023 |
| ------------------------------------- | ---- | ---- | ---- | ---- | ---- | ---- | ---- | ---- | ---- | ---- | ---- | ---- | ---- | ---- | ---- | ---- | ---- | ---- |
| Weltmeisterschaften                   |      |      |      |      |      |      |      |      |      |      |      | 33.  | 35.  | 32.  |      | 31.  |      |      |
| Europameisterschaften                 |      |      |      |      |      |      |      | 25.  | 29.  | 18.  | 26.  | 23.  | 19.  |      |      |      | 19.  | 14.  |
| Finnische Meisterschaften             | 2.   | 2.   | 3.   | 2.   | 3.   | 2.   | 6.   | 1.   | 2.   | 1.   | 1.   | 1.   | 1.   | 2.   | 2.   |      | 1.   | 1.   |
|                                       |      |      |      |      |      |      |      |      |      |      |      |      |      |      |      |      |      |      |
| Wettbewerb                            | 2006 | 2007 | 2008 | 2009 | 2010 | 2011 | 2012 | 2013 | 2014 | 2015 | 2016 | 2017 | 2018 | 2019 | 2020 | 2021 | 2022 | 2023 |
| GP Finnland                           |      |      |      |      |      |      |      |      |      |      |      |      | 11.  |      |      |      | 9.   |      |
| CS Finlandia Trophy                   |      |      |      |      |      |      |      |      | 6.   | 12.  |      | 12.  | 19.  | 17.  |      | 19.  | 14.  |      |
| CS Nebelhorn Trophy                   |      |      |      |      |      |      |      |      |      | 12.  |      | 17.  | 7.   |      | 13.  | 24.  | 12.  |      |
| CS Talinn Trophy                      |      |      |      |      |      |      |      |      |      |      | 10.  |      |      |      |      |      |      |      |
| CS Lombardia Trophy                   |      |      |      |      |      |      |      |      |      |      |      | 17.  |      |      |      |      |      |      |
| CS Inge Solar Memorial / Alpen Trophy |      |      |      |      |      |      |      |      |      |      |      |      | 10.  |      |      |      |      |      |
| CS Warsaw Cup                         |      |      |      |      |      |      |      |      |      |      |      |      |      | 16.  |      |      | 13.  |      |
| CS Golden Spin of Zagreb              |      |      |      |      |      |      |      |      |      |      |      |      |      | 25.  |      |      |      |      |
| CS Denis Ten Memorial Challenge       |      |      |      |      |      |      |      |      |      |      |      |      |      |      |      | 11.  |      |      |

GP = ISU-Grand-Prix-Serie, CS = ISU-Challenger-Serie